# Pescara Calcio 1996-1997
Questa voce raccoglie le informazioni riguardanti il Pescara Calcio nelle competizioni ufficiali della stagione 1996-1997.

## Stagione
Nella stagione 1996-1997 il Pescara disputa il ventiduesimo campionato di Serie B della sua storia. Raccoglie 54 punti con il sesto posto in classifica, ma staccato otto lunghezze dalla zona promozione. Allenata da Delio Rossi la squadra abruzzese disputa una buon girone di andata chiuso al terzo posto con 31 punti, ma poi alla distanza perde posizioni. Protagonista della stagione biancoazzurra Federico Giampaolo autore di 16 reti. In Coppa Italia il Pescara supera il primo turno alle spese dell'Ancona, nel secondo turno supera ed elimina il Parma, si ferma nel terzo turno sconfitto all'Adriatico (0-1) dal Napoli.

## Divise e sponsor
Lo sponsor tecnico per la stagione 1996-1997 fu Pienne, mentre lo sponsor ufficiale fu Gis Gelati.
| 1ª divisa | 2ª divisa |

## Organigramma societario
Area direttiva
- Presidente: Pietro Scibilia
- Vicepresidente: Antonio Oliveri
- Direttore generale: Claudio Garzelli
- Direttore sportivo: Andrea Iaconi
- Responsabile amministrativo: Luigi Gramenzi
- Segretario generale: Leontino Casale
- Segretaria: Marisa Di Sario

Area tecnica
- Allenatore: Delio Rossi
- Allenatore in seconda: Vincenzo Marino
- Preparatore dei portieri: Mariano Coccia
- Allenatore Primavera: Giuseppe Donatelli

Area sanitaria
- Medici sociali: Carlo Ciglia ed Ernesto Sabatini
- Massaggiatore: Italo Rapino

## Rosa
| N. |                   | Ruolo | Calciatore           |
| -- | ----------------- | ----- | -------------------- |
| 1  | Italia (bandiera) | P     | Morgan De Sanctis    |
| 26 | Italia (bandiera) | P     | Stefano Visi         |
| 22 | Italia (bandiera) | D     | Salvatore Alfieri    |
| 21 | Italia (bandiera) | D     | Yuri Cannarsa        |
| 5  | Italia (bandiera) | D     | Espedito Chionna (I) |
| 2  | Italia (bandiera) | D     | Gianluca Colonnello  |
|    | Italia (bandiera) | D     | Davide Giansante     |
| 6  | Italia (bandiera) | D     | Gianluca Lamacchi    |
| 24 | Italia (bandiera) | D     | Michele Zanutta      |
| 15 | Italia (bandiera) | C     | Elio Di Toro         |
| 8  | Italia (bandiera) | C     | Michele Gelsi        |

| N. |                    | Ruolo | Calciatore              |
| -- | ------------------ | ----- | ----------------------- |
| 3  | Italia (bandiera)  | C     | Davide Mezzanotti       |
| 23 | Italia (bandiera)  | C     | Andrea Orocini          |
| 19 | Italia (bandiera)  | C     | Ottavio Palladini       |
| 14 | Italia (bandiera)  | C     | Salvatore Sullo         |
| 4  | Italia (bandiera)  | C     | Angelo Terracenere      |
| 20 | Croazia (bandiera) | C     | Zoran Ban               |
| 9  | Italia (bandiera)  | A     | Dario Di Giannatale     |
| 10 | Italia (bandiera)  | C     | Federico Giampaolo (II) |
| 7  | Italia (bandiera)  | C     | Renato Greco            |
| 18 | Italia (bandiera)  | A     | Massimo Margiotta       |
| 16 | Italia (bandiera)  | A     | Sebastiano Vecchiola    |

## Risultati

### Serie B

#### Girone di andata
| Palermo 8 settembre 1996 1ª giornata | Palermo            | 0 – 0 | Pescara | Stadio La Favorita\| Arbitro: \| Ercolino (Cassino) \| |
| Arbitro:                             | Ercolino (Cassino) |       |         |                                                        |

| Arbitro: | Gambino (Barletta) |

|                              |           |               |
| F. Giampaolo 41’ (rig.), 90’ | Marcatori | 56’ Buonocore |

| Arbitro: | Rossi (Ciampino) |

|                   |           |                                                    |
| Visentin 65’, 90’ | Marcatori | 3’ Di Giannatale 68’ Gelsi 70’ (rig.) F. Giampaolo |

| Arbitro: | Ceccarini (Livorno) |

|             |           |          |
| Zanutta 20’ | Marcatori | 36’ Doni |

| Arbitro: | Pellegrino (Barcellona Pozzo di Gotto) |

|                                                  |           |  |
| F. Giampaolo 12’, 44’ (rig.) Greco 45’ Sullo 86’ | Marcatori |  |

| Arbitro: | Preschern (Mestre) |

|                    |           |           |
| Zanutta 81’ (aut.) | Marcatori | 55’ Sullo |

| Arbitro: | Racalbuto (Gallarate) |

|               |           |  |
| Palladini 60’ | Marcatori |  |

| Arbitro: | Bonfrisco (Monza) |

|  |           |                            |
|  | Marcatori | 30’ F. Giampaolo 90’ Sullo |

| Arbitro: | Dagnello (Trieste) |

|                                |           |             |
| F. Giampaolo 33’ Palladini 62’ | Marcatori | 36’ Cerbone |

| Arbitro: | Stafoggia (Pesaro) |

|             |           |                |
| Cavallo 50’ | Marcatori | 58’ Mezzanotti |

| Arbitro: | Bettin (Padova) |

|                                              |           |  |
| Zanutta 33’ F. Giampaolo 67’ Terracenere 86’ | Marcatori |  |

| Arbitro: | Sirotti (Forlì) |

|                                  |           |  |
| Zironelli 58’ Silenzi 89’ (rig.) | Marcatori |  |

| Arbitro: | Nicchi (Arezzo) |

|                  |           |                                   |
| F. Giampaolo 90’ | Marcatori | 5’ (aut.) De Sanctis 72’ Ingesson |

| Arbitro: | Pin (Conegliano) |

|             |           |                  |
| Alessio 81’ | Marcatori | 62’ F. Giampaolo |

| Pescara 22 dicembre 1996 15ª giornata | Pescara          | 0 – 0 | Empoli | Stadio Adriatico\| Arbitro: \| Branzoni (Pavia) \| |
| Arbitro:                              | Branzoni (Pavia) |       |        |                                                    |

| Arbitro: | Tombolini (Ancona) |

|            |           |  |
| Pisano 49’ | Marcatori |  |

| Arbitro: | Serena (Bassano del Grappa) |

|                                            |           |           |
| Mezzanotti 38’ (aut.) Francioso 63’ (rig.) | Marcatori | 41’ Greco |

| Arbitro: | Beschin (Legnago) |

|                         |           |            |
| F. Giampaolo 17’ (rig.) | Marcatori | 19’ Bonomi |

| Arbitro: | Lana (Torino) |

|              |           |                              |
| Riccardo 68’ | Marcatori | 23’, 40’ Palladini 78’ Sullo |

#### Girone di ritorno
| Arbitro: | Messina (Bergamo) |

|                            |           |                    |
| F. Giampaolo 78’ Gelsi 86’ | Marcatori | 82’ (rig.) Barraco |

| Arbitro: | Borriello (Mantova) |

|  |           |           |
|  | Marcatori | 15’ Greco |

| Arbitro: | Piretti (Ravenna) |

|                                 |           |  |
| F. Giampaolo 72’, 74’ Gelsi 80’ | Marcatori |  |

| Arbitro: | Bolognino (Milano) |

|                    |           |  |
| Neri 19’ Adani 41’ | Marcatori |  |

| Foggia 2 marzo 1997 24ª giornata | Foggia          | 0 – 0 | Pescara | Stadio Pino Zaccheria\| Arbitro: \| Boggi (Salerno) \| |
| Arbitro:                         | Boggi (Salerno) |       |         |                                                        |

| Arbitro: | Nucini (Bergamo) |

|                                    |           |                          |
| Gelsi 30’ Di Giannatale 65’ (rig.) | Marcatori | 14’ Zanetti 35’ Dolcetti |

| Arbitro: | Dagnello (Trieste) |

|                            |           |               |
| G. Bresciani 21’ Susic 28’ | Marcatori | 62’ Palladini |

| Pescara 29 marzo 1997 27ª giornata | Pescara            | 0 – 0 | Torino | Stadio Adriatico\| Arbitro: \| Tombolini (Ancona) \| |
| Arbitro:                           | Tombolini (Ancona) |       |        |                                                      |

| Arbitro: | Farina (Novi Ligure) |

|             |           |               |
| Cerbone 90’ | Marcatori | 43’ Palladini |

| Arbitro: | Pairetto (Nichelino) |

|             |           |                                       |
| Zanutta 32’ | Marcatori | 7’ Bortolazzi 43’ Goossens 74’ Pisano |

| Arbitro: | De Santis (Tivoli) |

|              |           |  |
| Rastelli 35’ | Marcatori |  |

| Arbitro: | Gronda (Genova) |

|               |           |                                          |
| Margiotta 77’ | Marcatori | 6’ Silenzi 49’ Zironelli 62’ C. Bellucci |

| Arbitro: | Preschern (Mestre) |

|                               |           |               |
| Volpi 26’ Ingesson 68’ (rig.) | Marcatori | 78’ Margiotta |

| Arbitro: | Pin (Conegliano) |

|                            |           |  |
| F. Giampaolo 43’ Sullo 65’ | Marcatori |  |

| Empoli 15 maggio 1997 34ª giornata | Empoli           | 0 – 0 | Pescara | Stadio Carlo Castellani\| Arbitro: \| Branzoni (Pavia) \| |
| Arbitro:                           | Branzoni (Pavia) |       |         |                                                           |

| Arbitro: | Bolognino (Milano) |

|                                          |           |  |
| F. Giampaolo 20’ Greco 38’ Palladini 42’ | Marcatori |  |

| Arbitro: | Collina (Viareggio) |

|                                             |           |  |
| Palladini 25’ Gelsi 43’ Servidei 57’ (aut.) | Marcatori |  |

| Arbitro: | Trentalange (Torino) |

|                         |           |                   |
| Pistella 29’ Bonomi 80’ | Marcatori | 75’ Di Giannatale |

| Arbitro: | Gambino (Barletta) |

|         |           |                         |
| Ban 30’ | Marcatori | 50’ Lantignotti 66’ Fig |

### Coppa Italia

#### Primo turno
| Arbitro: | Bonfrisco (Monza) |

|            |           |                                           |
| Lucidi 16’ | Marcatori | 36’ F. Giampaolo 86’ (aut.) D. Pellegrini |

#### Secondo turno
| Arbitro: | Collina (Viareggio) |

|                                   |           |           |
| Palladini 2’, 4’ F. Giampaolo 38’ | Marcatori | 56’ Melli |

#### Terzo turno
| Arbitro: | Treossi (Forlì) |

|  |           |             |
|  | Marcatori | 19’ Pecchia |

## Statistiche

### Statistiche di squadra
| Competizione | Punti | In casa | In casa | In casa | In casa | In casa | In casa | In trasferta | In trasferta | In trasferta | In trasferta | In trasferta | In trasferta | Totale | Totale | Totale | Totale | Totale | Totale | DR  |
| Competizione | Punti | G       | V       | N       | P       | Gf      | Gs      | G            | V            | N            | P            | Gf           | Gs           | G      | V      | N      | P      | Gf     | Gs     | DR  |
| ------------ | ----- | ------- | ------- | ------- | ------- | ------- | ------- | ------------ | ------------ | ------------ | ------------ | ------------ | ------------ | ------ | ------ | ------ | ------ | ------ | ------ | --- |
| Serie B      | 54    | 19      | 10      | 5       | 4       | 33      | 17      | 19           | 4            | 7            | 8            | 17           | 21           | 38     | 14     | 12     | 12     | 50     | 38     | +12 |
| Coppa Italia |       | 2       | 1       | 0       | 1       | 3       | 2       | 1            | 1            | 0            | 0            | 2            | 1            | 3      | 2      | 0      | 1      | 5      | 3      | +2  |
| Totale       | -     | 21      | 11      | 5       | 5       | 36      | 19      | 20           | 5            | 7            | 8            | 19           | 22           | 41     | 16     | 12     | 13     | 55     | 41     | +14 |

### Statistiche dei giocatori[6]
| Giocatore         | Serie B  | Serie B | Coppa Italia | Coppa Italia | Totale   | Totale |
| Giocatore         | Presenze | Reti    | Presenze     | Reti         | Presenze | Reti   |
| ----------------- | -------- | ------- | ------------ | ------------ | -------- | ------ |
| S. Alfieri        | 17       | 0       | 2            | 0            | 19       | 0      |
| Z. Ban            | 9        | 1       | -            | -            | 9        | 1      |
| Y. Cannarsa       | 14       | 0       | -            | -            | 14       | 0      |
| E. Chionna (I)    | 21       | 0       | 1            | 0            | 22       | 0      |
| G. Colonnello     | 30       | 0       | 3            | 0            | 33       | 0      |
| M. De Sanctis     | 26       | -23     | 3            | -3           | 29       | -26    |
| D. Di Giannatale  | 30       | 3       | 2            | 0            | 32       | 3      |
| E. Di Toro        | 9        | 0       | -            | -            | 9        | 0      |
| M. Gelsi          | 36       | 5       | 3            | 0            | 39       | 5      |
| F. Giampaolo (II) | 36       | 16      | 3            | 2            | 39       | 18     |
| D. Giansante      | 1        | 0       | -            | -            | 1        | 0      |
| R. Greco          | 34       | 4       | 3            | 0            | 37       | 4      |
| G. Lamacchi       | 24       | 0       | 2            | 0            | 26       | 0      |
| M. Margiotta      | 15       | 2       | -            | -            | 15       | 2      |
| D. Mezzanotti     | 34       | 1       | 3            | 0            | 37       | 1      |
| A. Orocini        | 16       | 0       | -            | -            | 16       | 0      |
| O. Palladini      | 36       | 8       | 3            | 2            | 39       | 10     |
| S. Sullo          | 36       | 5       | 3            | 0            | 39       | 5      |
| A. Terracenere    | 33       | 1       | 3            | 0            | 36       | 1      |
| S. Vecchiola      | 9        | 0       | 3            | 0            | 12       | 0      |
| S. Visi           | 13       | -15     | -            | -            | 13       | -15    |
| M. Zanutta        | 37       | 3       | 3            | 0            | 40       | 3      |